# 悪魔の棲む家 完結編
『悪魔の棲む家 完結編』（あくまのすむいえ かんけつへん、英: Amityville 4: The Evil Escapes）は、1989年のホラー映画。悪魔の棲む家シリーズの4作目、1作目の脚本家サンドール・スターンが監督と脚本を務めている。原作はジョン・G・ジョーンズによる『アミティヴィルの恐怖』の続編フィクション小説の『Amityville: The Evil Escapes』（日本未出版）。

## ストーリー
ある夜、あの家へ悪魔払いをするため6人の神父が訪れる。神父達の激闘の末に悪魔は全滅したかに見えたが、悪魔一体のみ家具の電気スタンドに憑依する。その翌日、不動産会社により空き家の家具として売り出された電気スタンドは老婦ヘレンに買われ、ヘレンの妹であるアリスへのプレゼントとして、カルフォルニア州ダンコットにあるアリスの住む自宅に送られる。その日、アリスの家には、アリスの娘ナンシーとその三人の子供アマンダとブライアンと末っ子のジェシカが引っ越してきた。ナンシーは夫を亡くし生活に困り、母親の家に泊ませてもらう、そして自活のため教員の資格を取るつもりでいた。電気スタンドが届いて以来、ジェシカはスタンドを死んだ父親だと言い張り、毎晩一人きりでスタンドに向かい、話すようになる。やがて電気スタンドに宿る悪魔が家族や身の回りの人物を超常現象で襲う。そこへ以前、アミティビルで死闘を繰り広げた6人の神父の一人キブラーが逃亡した悪魔を滅すべくやって来る。キブラーとアリス達一家が悪魔に最後の戦いを挑む。

## キャスト
- ナンシー・エバンス - パティ・デューク
- アリス・リーコック - ジェーン・ワイアット
- マンフレッド神父 - ノーマン・ロイド
- キブラー神父 - フレドリック・レーン
- ペギー - ルー・ハンコック
- ジェシカ・エバンス - ブランディ・ゴールド
- アマンダ・エバンス - ゾー・トリリング
- ブライアン・エバンス - アロン・アイゼンバーグ
- ドナルド・マクティア - ロバート・アラン・ブラウン

## スタッフ
- 製作総指揮：スティーヴ・ホワイト
- 製作：バリー・ベルナルディ
- 監督：サンドール・スターン
- 脚本：サンドール・スターン
- 撮影：トム・リッチモンド
- 音楽：リック・コンラッド
- 上映時間：95分

## 『Amityville: The Evil Escapes』
ジョン・G・ジョーンズ著は『アミティヴィルの恐怖』の後日談シリーズとしてフィクション小説を発表しておりその三本目に出版されたのがこの小説である。日本ではジョン・G・ジョーンズ著の小説はほとんど翻訳されておらず日本未出版。